# Mariano Castets
Mariano Castets (Bahía Blanca, 25 maggio 1983) è un ex cestista argentino con cittadinanza italiana.

## Carriera
Nel 2011 ha militato nel Club Atlético Peñarol Mar del Plata. In Italia ha militato nella Viola Reggio Calabria, a Roseto e Osimo.